# Hololepta plana
Hololepta plana là một beetle belonging to the Histeridae family.

## Hình ảnh

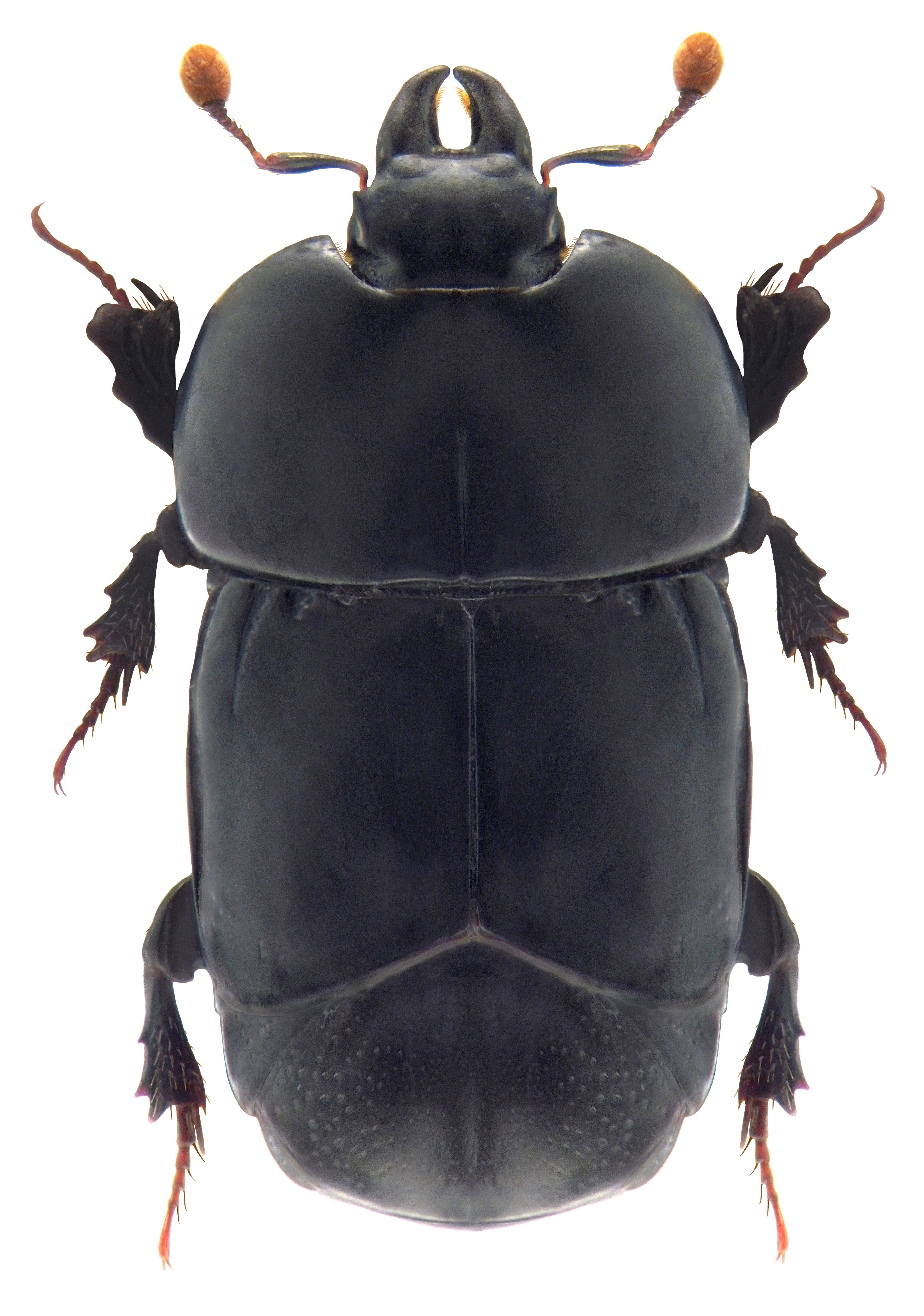
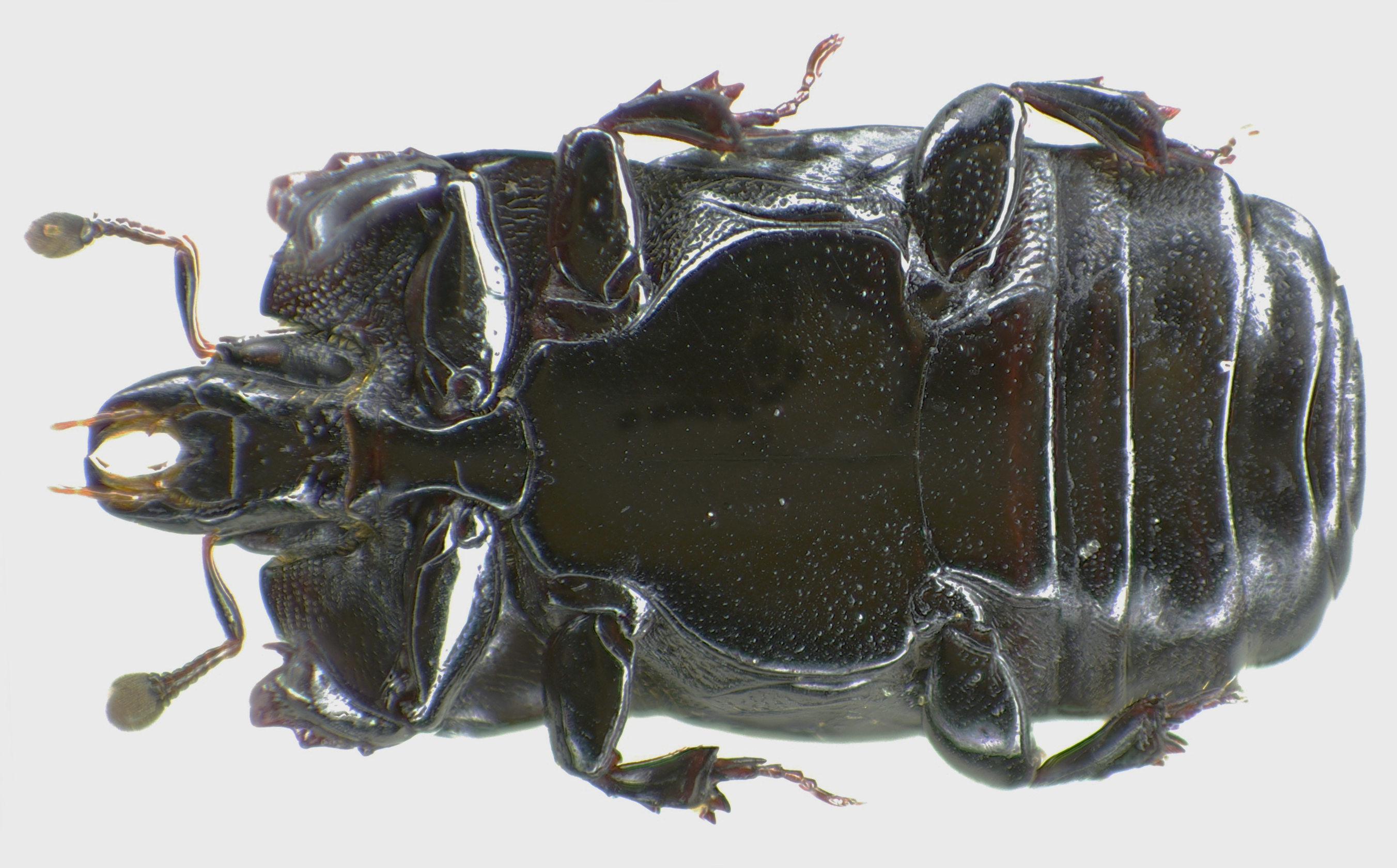
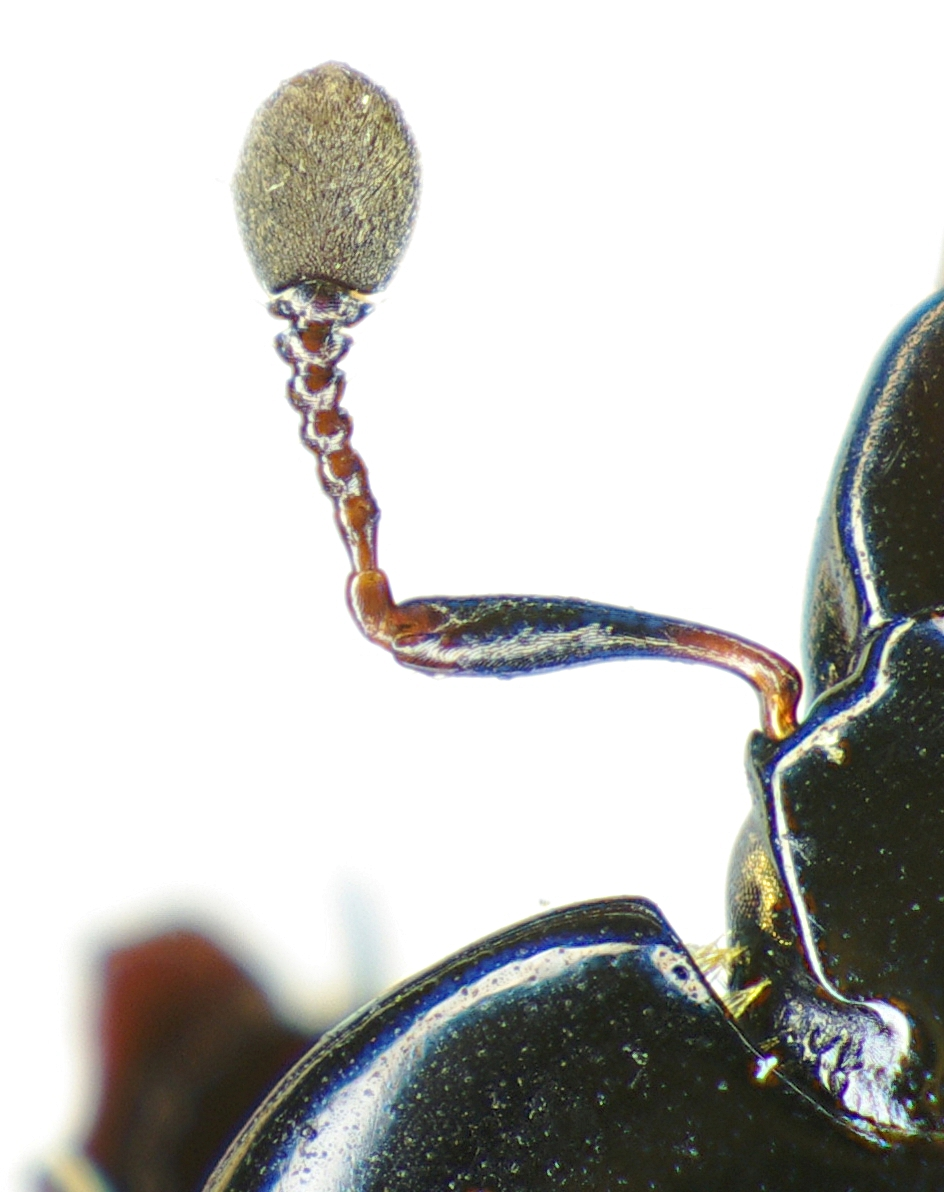
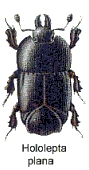